# Callimetopus danilevskyi
Callimetopus danilevskyi es una especie de escarabajo longicornio del género Callimetopus,  subfamilia Lamiinae. Fue descrita científicamente por Barševskis en 2015.
Se distribuye por Filipinas. Mide 15 milímetros de longitud.